# Płaski stan naprężenia
Płaski stan naprężenia – stan, w którym na wszystkich płaszczyznach przekrojów o tej samej normalnej zewnętrznej {\displaystyle {\vec {n}}} naprężenia są równe zeru. Najprostszym przykładem takiego stanu jest cienka tarcza, o grubości h, obciążona na swym konturze siłami działającymi w jej płaszczyźnie środkowej {\displaystyle (\mathbf {x} _{3}=0).} Powierzchnie ograniczające tarczę ({\displaystyle \mathbf {x} _{3}=\pm } h/2) są wolne od naprężeń.
W płaskim stanie naprężenia niezmienniki tego stanu wyrażają się wzorami:
{\displaystyle I_{1}=\sigma _{11}+\sigma _{22},}
{\displaystyle I_{2}={\begin{bmatrix}\sigma _{11}&\sigma _{12}\\\sigma _{21}&\sigma _{22}\end{bmatrix}},}
{\displaystyle I_{3}=0,}
a równanie charakterystyczne, służące do obliczania wartości naprężeń głównych przybiera postać
{\displaystyle \sigma ^{3}-(\sigma _{11}+\sigma _{22})\sigma ^{2}+(\sigma _{11}\sigma _{22}-\sigma _{12}^{2})\sigma =0.}
Pierwiastkami tego równania są
{\displaystyle \sigma _{1,2}={\frac {\sigma _{11}+\sigma _{22}}{2}}\pm {\sqrt {\left({\frac {\sigma _{11}-\sigma _{22}}{2}}\right)^{2}+\sigma _{12}^{2}}}.}